# 염무웅
염무웅(廉武雄, 본명 염홍경, 1941년 ~ )은 대한민국의 문학평론가이다.

## 생애
강원도 속초(束草) 출생이며, 공주대학교 사범대학 부설고등학교, 서울대학교 문리과대학 독문과 및 동대학원을 졸업하였다. 1964년 《경향신문》 신춘문예에 〈최인훈론〉(崔仁勳論)이 당선되어 문학평론 활동을 시작하였다. 1967년부터 계간 《창작과 비평》 편집에 참여, 1972년부터 주간(主幹)이 되고 1978년에는 발행인이 되어 잡지 경영 책임을 맡았다. 리얼리즘 문학·농민문학·민족문학 등의 주제에 따른 평론들이 많으며, 1970년대의 일선 문예비평가로서 선두에 섰다.
영남대 교수, 6·15민족문학인협회 남측 대표단 단장, 친일인명사전편찬위원회 지도위원 등을 역임했으며, 저서로 평론집 《한국문학의 반성》, 번역서로 하우저의 《문학과 예술의 사회사》(백낙청과 공역), 카프카의 《성(城)》 등이 있다.
그리고 2013년 현재, 한겨레신문에 《염무웅 칼럼》을 게재하고 있다.